# Ekstraklasa
Ekstraklasa je poljsko državno prvenstvo v nogometu.
Aktualni prvak je Jagiellonia Białystok.

## Ekstraklasa 2024/25
30. avgust 2024
1. Jagiellonia Białystok
2. Śląsk Wrocław
3. Legia Warszawa
4. Pogoń Szczecin
5. Lech Poznań
6. Górnik Zabrze
7. Raków Częstochowa
8. Zagłębie Lubin
9. Widzew Łódź
10. Piast Gliwice
11. Stal Mielec
12. Puszcza Niepołomice
13. Cracovia
14. Radomiak Radom
15. Korona Kielce
16. Lechia Gdańsk
17. GKS Katowice
18. Motor Lublin

## Prvaki sezon od leta 1921
30. avgust 2024
| - 1921: Cracovia - 1922: Pogoń Lvov - 1923: Pogoń Lvov - 1924: - - 1925: Pogoń Lvov - 1926: Pogoń Lvov - 1927: Wisła Kraków - 1928: Wisła Kraków - 1929: Warta Poznań - 1930: Cracovia - 1931: Garbarnia Kraków - 1932: Cracovia - 1933: Ruch Chorzów - 1934: Ruch Chorzów - 1935: Ruch Chorzów - 1936: Ruch Chorzów - 1937: Cracovia - 1938: Ruch Chorzów - 1939-1945: Druga svetovna vojna - 1946: Polonia Warszawa - 1947: Warta Poznań - 1948: Cracovia - 1949: Wisła Kraków - 1950: Wisła Kraków - 1951: Wisła Kraków - 1952: Ruch Chorzów - 1953: Ruch Chorzów - 1954: Polonia Bytom - 1955: Legia Warszawa - 1956: Legia Warszawa - 1957: Górnik Zabrze - 1958: ŁKS Łódź - 1959: Górnik Zabrze - 1960: Ruch Chorzów | - 1961: Górnik Zabrze - 1962: Polonia Bytom - 1962-63: Górnik Zabrze - 1963-64: Górnik Zabrze - 1964-65: Górnik Zabrze - 1965-66: Górnik Zabrze - 1966-67: Górnik Zabrze - 1967-68: Ruch Chorzów - 1968-69: Legia Warszawa - 1969-70: Legia Warszawa - 1970-71: Górnik Zabrze - 1971-72: Górnik Zabrze - 1972-73: Stal Mielec - 1973-74: Ruch Chorzów - 1974-75: Ruch Chorzów - 1975-76: Stal Mielec - 1976-77: Śląsk Wrocław - 1977-78: Wisła Kraków - 1978-79: Ruch Chorzów - 1979-80: Szombierki Bytom - 1980-81: Widzew Łódź - 1980-81: Widzew Łódź - 1982-83: Lech Poznań - 1983-84: Lech Poznań - 1984-85: Górnik Zabrze - 1985-86: Górnik Zabrze - 1986-87: Górnik Zabrze - 1987-88: Górnik Zabrze - 1988-89: Ruch Chorzów - 1989-90: Lech Poznań - 1990-91: Zagłębie Lubin - 1991-92: Lech Poznań - 1992-93: Lech Poznań - 1993-94: Legia Warszawa | - 1994-95: Legia Warszawa - 1995-96: Widzew Łódź - 1996-97: Widzew Łódź - 1997-98: ŁKS Łódź - 1998-99: Wisła Kraków - 1999-00: Polonia Warszawa - 2000-01: Wisła Kraków - 2001-02: Legia Warszawa - 2002-03: Wisła Kraków - 2003-04: Wisła Kraków - 2004-05: Wisła Kraków - 2005-06: Legia Warszawa - 2006-07: Zagłębie Lubin - 2007-08: Wisła Kraków - 2008-09: Wisła Kraków - 2009-10: Lech Poznań - 2010-11: Wisła Kraków - 2011-12: Śląsk Wrocław - 2012-13: Legia Warszawa - 2013-14: Legia Warszawa - 2014-15: Lech Poznań - 2015-16: Legia Warszawa - 2016-17: Legia Warszawa - 2017-18: Legia Warszawa - 2018-19: Piast Gliwice - 2019-20: Legia Warszawa - 2020-21: Legia Warszawa - 2021-22: Lech Poznań - 2022-23: Raków Częstochowa - 2023-24: Jagiellonia Białystok |